# 첫사랑 (장덕의 음반)
《첫사랑》은 대한민국의 여성 싱어송라이터 장덕의 솔로 데뷔 음반이자 첫번째 컴필레이션 음반이다. 동명 타이틀곡 <첫사랑>을 포함한 신곡  네 곡에 현이와 덕이 시절 발표한 《순진한 아이》 음반으로부터 여섯 곡을 재수록하고 있다. 이 음반이 발표될 당시 장덕은 고등학교를 졸업한 상태였고 결혼한 오빠의 집에서 함께 살았다. 그리고 그 사이 오빠의 아이도 태어났다. 어머니는 자식들의 미래를 위해 미군 린과 재혼하여 미국으로 이민 간 상태였다. 이런 상황적 배경 때문에 《첫사랑》 음반에는 어머니를 향한 그리움, 갓태어난 오빠의 아들 원이를 향한 감정 등이 묻어나고 있다.

## 곡 목록
다음 곡 목록은 LP 기준이며 모든 곡들이 장덕 작사/작곡이다.
Side one
1. "첫사랑" (장덕 작사 / 장덕 작곡) - 03:34
2. "더욱 큰 사랑" [서울국제가요제 입상곡] (장덕 작사 / 장덕 작곡) - 04:42
3. "정말" (장덕 작사 / 장덕 작곡) - 02:12 - 재수록 from 순진한 아이 '78 - 현이와 덕이
4. "마리아" (장덕 작사 / 장덕 작곡) - 03:58 - 재수록 from 순진한 아이 '78 - 현이와 덕이
5. "나도 그래" (장덕 작사 / 장덕 작곡)  - 02:08

Side two
1. "소녀와 가로등" (장덕 작사 / 장덕 작곡) - 03:43 - 재수록 from 순진한 아이 '78 - 현이와 덕이
2. "일기장" (장덕 작사 / 장덕 작곡) - 02:08 - 재수록 from 순진한 아이 '78 - 현이와 덕이
3. "작은 소녀의 사랑이야기" (장덕 작사 / 장덕 작곡) - 03:47 - 재수록 from 순진한 아이 '78 - 현이와 덕이
4. "웃어봐요" (장덕 작사 / 장덕 작곡) - 02:40
5. "귀여운 사랑" (장덕 작사 / 장덕 작곡) - 02:20 - 재수록 from 순진한 아이 '78 - 현이와 덕이